# 威爾·埃斯蒂斯
威爾·埃斯蒂斯（Will Estes，1978年10月21日—）是美國的一位演員和說唱歌手 。他最著名的角色是在NBC電視劇美國夢中飾演J.J. Pryor角色。2010年，他加入CBS電視劇警察世家飾演“詹姆士『吉米』雷根”。